# Otto (prénom)
- Pour l'ensemble des articles sur les personnes portant ce prénom, consulter :
  - la liste des articles dont le titre commence par ce prénom
  - les listes produites par Wikidata : Liste des personnes de prénom « Otto » — même liste en incluant les éventuels prénoms composés qui contiennent « Otto ».

Otto est un prénom d'origine germanique, le plus généralement masculin, variante du prénom Othon. Il est parfois utilisé comme nom de famille.
Il est apparu en vieux haut allemand comme une version courte des noms commençant par aud- ou od-, thème morphologique signifiant « patrimoine », « prospérité », « félicité »,.
Le prénom Otto est un palindrome.

## Occurrence
En Allemagne, le prénom Otto figurait de la fin du XIXème siècle jusqu’au milieu des années 1910 parmi les dix prénoms de garçons les plus populaires. Sa popularité s’est progressivement amoindrie, même très nettement à partir des années 1940.
Le prénom Otto est arrivé en Grande Bretagne sous la forme Odo avec le Normand Odon de Bayeux.
En Suède, le prénom Otto était auparavant considéré comme une variante du chiffre huit (åtta) en raison de la quasi homophonie des deux mots. Ainsi, il était souvent donné comme prénom au huitième enfant de la famille si celui-ci était un garçon. S'il s'agissait d'une fille, elle était prénommée Ottilia.
Les Otto sont fêtés le 30 juin en Allemagne, le 4 novembre au Danemark et en Norvège, le 17 avril en Finlande et le 9 avril en Suède (en hommage à Othon de Bamberg).

## Variantes
Les variantes féminines du prénom Otto sont Ottilie, Ottoline et Ottilia, ou encore, plus courantes en français, Odile et Odette, elles-mêmes reflétant Odon, la forme en « d » de Otto.
Le prénom Otis est quant à lui issu d'un nom de famille anglais, lui-même dérivé de Ode, une variante de Odo, Otto. Son usage s'est répandu en Amérique du Nord en l'honneur de l'avocat James Otis.

## Personnes célèbres portant ce prénom
- Otto Ier de Poméranie, duc de Poméranie
- Otto Aasen, skieur norvégien
- Otto Abetz, diplomate allemand
- Otto Addo, footballeur ghanéen
- Otto Dix, peintre et graveur allemand
- Otto Herzog, alpiniste allemand
- Otto Jespersen (acteur), acteur norvégien
- Otto Preminger, cinéaste nord-américain
- Otto T., auteur et éditeur français de bande-dessinée
- Otto von Bismarck, dirigeant allemand
- Otto Wegener, photographe suédois

## Personnages de fictions portant ce prénom
- Otto Bus, personnage de la série Les Simpson
- Otto, héros de Otto, autobiographie d'un ours en peluche, un livre illustré pour enfants de Tomi Ungerer
- Otto, mage issu de Faucongris, un monde imaginaire servant de décor de campagne pour le jeu de rôle médiéval-fantastique Donjons et Dragons
- Otto Matic, personnage de jeu vidéo
- Otto Octavius, personnage de l’univers Marvel

## Autres usages
- « Otto Normalverbraucher » est l'équivalent allemand du terme français « Homme de la rue »
- Le prénom Otto a été utilisé pour nommer plusieurs cyclones